# Benjamin Šeško
Benjamin Šeško (Radeče, Slovenija, 31. svibnja 2003.) slovenski je nogometaš koji igra na poziciji napadača. Trenutačno igra za Manchester United i slovensku reprezentaciju.

## Igračka karijera
Odrastao je u juniorskim pogonima Domžala i Krškog, a 2019. godine kupio ga je austrijski Red Bull Salzburg, koji ga je poslao na posudbu u svoju filijalu Liefering. Dana 26. srpnja iste godine imao je svoj profesionalni debi. U sezoni 2020./21. igrao je kontinuirano, postigavši 21 u 29 prvenstvenih utakmica.
Dana 1. srpnja 2021. vratio se u Salzburg, debitirajući u pobjedi protiv Sturm Graza. Sljedećeg je dana postigao gol u  pobjedi nad Riedom od 7:1, a 17. kolovoza debitirao je u europskim natjecanjima, u prvoj utakmici pretkola UEFA Lige prvaka protiv danskog Brøndbyja; u uzvratnoj utakmici, postigao je svoj prvi europski gol. Sezonu je završio s 11 golova u ukupno 38 nastupa, osvojivši prvenstvo i Kup Austrije.
Dana 12. kolovoza 2023. prešao je za 24 milijuna eura u njemački RB Leipzig, s kojim je potpisao ugovor do 2028., a u isto vrijeme je ostavljen na posudbi Salzburgu do kraja sezone. 

## Reprezentativna karijera
Dana 19. svibnja 2021., sa samo 18 godina, prvi put ga je izbornik Matjaž Kek pozvao u slovensku reprezentaciju s kojom je debitirao sljedećeg 1. lipnja u prijateljskom remiju protiv Sjeverne Makedonije (1:1). Tom prilikom postao je najmlađi debitant u povijesti selekcije.
Dana 8. listopada 2021. zabio je svoj prvi gol za reprezentaciju u pobjedničkoj utakmici u gostima protiv Malte, u kvalifikacijama za Svjetsko prvenstvo 2022. u Kataru;  na temelju toga postao je, u dobi od 18 godina i 130 dana, najmlađi strijelac u povijesti reprezentacije. Njegovi nastupi bili su odlučujući tijekom UEFA Lige nacija 2022./23., u kojoj je pridonio osvajanju prvog mjesta Slovenije u skupini postigavši 3 gola u 6 utakmica.
Dana 14. listopada 2023. zabio je prvi puta dva gola na utakmici za reprezentaciju u 3:0 domaćoj utakmici protiv Finske, u kvalifikacijama za Europsko prvenstvo 2024., na koje se Slovenija plasirala.